# Ekstracellulærvæske
Ekstracellulærvæske (ECV) er kroppens indhold af vand uden for cellerne. Ekstracellulærvæsken hos en rask mand på 70 kg er omkring 14 liter.
Ekstracellulærvæsken består af blodplasma (PV) og væsken udenom cellerne (interstitialvæske, ISV).
Se også
- Cerebrospinalvæske
- Det tredje rum
- Intracellulærvæske
- Ledvæske
- Pleuravæske
- Total body water
- Transcellulærvæske
- Vandfase

| Lægevidenskab | Spire Denne artikel om lægevidenskab er en spire som bør udbygges. Du er velkommen til at hjælpe Wikipedia ved at udvide den. |